# 郑祺龙
郑祺龙（1996年4月10日—），中国大陆职业男子篮球运动员，为前职业男子篮球运动员郑武与前专业女子篮球运动员王莹之子，司职大前锋。

## 生平

### 早年
1996年4月10日，郑祺龙出生于中国浙江省杭州市，他的童年是在浙江省全民健身中心的大院里度过。受到家庭氛围的影响，他自五六岁起就开始培养对篮球的兴趣，他的父亲则为此设计了一套激励制度，规定其每拍100下球便能获得人民币1元的奖励。后来，他进入了杭州市陈经纶体育学校进行系统性的篮球学习。
2012年5月，他跟随浙江金牛三队参加了当年的全国男子篮球职业俱乐部U16比赛。然而，由于他的出生年份被认为是处于中国体育圈的奥运、全运周期夹缝中，因此他无法顺利进入地方梯队，最终被父亲送去清华大学附属中学完成高中学业。期间，郑祺龙跟随校队参加了2013-2014年全国高中男子篮球联赛，并在总决赛对阵石家庄市第二中学的系列赛中登场，且对球队最终胜出该系列赛有一定贡献。2014年，他参加了第12届全国学生运动会的篮球比赛，但在比赛中遭遇了肋骨骨折的伤病。
2015年，郑祺龙再随校队获得了当年全国男子篮球联赛的冠军，并考入了清华大学。入学前，他与队友潘熙文一同加入了义乌市篮球联赛的心语饰品篮球队，代表该队参加当年的混合组比赛。而其本人亦成为了当届赛事的全明星之夜的重要参赛球员。

### 大学生涯
2016年1月6日，郑祺龙参加了第十八届中国大学生篮球联赛东北区扣篮大赛；此后，在2020年CUBA全明星之夜的扣篮大赛中，其亦有过较为出彩的表现。2020年8月29日，他随清华大学男篮获得了CUBA总冠军。不过，作为球队替补前锋，其大学生涯平均每场比赛仅能得到5.7分、3.2个篮板及贡献1.3次助攻，被认为是“除了身体素质之外一无是处”。
除了参加CUBA联赛之外，郑祺龙又于2017年9月随校队回到家乡，参加了“小象运动杯·第二届名校篮球对抗赛”。次年，他参加了浙江卫视篮球选秀节目《这！就是灌篮》。

### 职业生涯

#### 江苏龙
2020年夏季，郑祺龙参加了CBA选秀。最终，在该年度选秀大会上，其在第一轮第5顺位被江苏龙选中，引发了争议。

##### 2020-21赛季（新秀赛季）
在该赛季常规赛第一轮对阵青岛雄鹰的比赛中，替补出场的郑祺龙在29分钟的出场时间内以20分、4个篮板、1次助攻、3次抢断的数据完成了职业赛场的第一场比赛，并打破了由姜宇星保持的CBA选秀球员首秀得分纪录；此后在第二轮对阵吉林东北虎的常规赛中，他亦能得到18分。但在之后的两轮常规赛中，其每场均只得到6分。此后，在常规赛第十轮对阵天津先行者的比赛中，状态趋于稳定的郑祺龙在36分钟的出场时间内得到了职业生涯迄今为止最高的24分，并得到5个篮板及贡献助攻、抢断各1次。至第一个休赛期开始前，他平均每场有27.7分钟的出场时间，可得11.7分及4.4个篮板。在后续阶段的常规赛中，郑祺龙亦有较为良好的表现，包括在第二十九轮常规赛对阵山西猛龙的比赛中得到20分、6个篮板及贡献3次助攻。整个赛季，其平均每场比赛的出场时间达到30分钟，可得到9.6分，贡献4.5个篮板及1.1次助攻，并在球队的主力轮换阵容中得到了稳定的位置。赛季期间，郑祺龙入选了2021年中国男子篮球职业联赛全明星赛星锐赛南区星锐队；此外，他还参加了该届全明星周末的扣篮大赛，但未能入围决赛。

##### 2021-22赛季
郑祺龙在这一赛季被认为是“撞上了‘新秀墙’”：由于队友赵率舟归队，因此他需要改打4号位，但效果不佳；此外，其在该赛季亦时常受到伤病影响，导致出场时间及得分皆被压缩。

#### 湾区翼龙
2022年6月22日，东亚超级联赛球队湾区翼龙公开了该队的首批10名球员名单，当中便包括郑祺龙。

### 国家队生涯
在郑祺龙入读高中之前，他曾入选中国国家男子少年篮球队。

## 人物

### 技术特点
少年时期的郑祺龙便被认为是遗传了他的父辈在篮球方面的天赋，并具有较高的球商。而在进入职业联赛后，他也很快展现出较强的进攻能力及多样的进攻手段，并有专业人士认为其模板应为上升期的丁彦雨航。不过，由于身体发育得相对较晚，他的力量较同龄球员为差。

### 人物特点
- 由于郑祺龙出生于鼠年，故他的祖父为其取了“滋滋”这一来源于老鼠吃食的形态的乳名。[32]
- 由于其在CUBA的表现并不突出，因此有不少民众质疑李楠是看在郑武的面子上将其选入球队，甚至将其称呼为“关系户”[14][19]。但由于其在职业生涯初期便有良好表现，因此已鲜少有人再使用这一称呼[19]，此后更有民众根据其姓名的谐音称呼其为“争气龙”[12]。

### 球衣号码
- 10号：在清华大学附属中学效力时使用的号码。[33]
- 16号：在清华大学效力时使用的号码。[1]
- 25号：在江苏龙效力时使用的号码。[20]

## 家庭
郑祺龙的家庭被杭州媒体称为当地最为知名的体育世家，除了父母之外，他的祖父郑国宝、祖母王玲月亦曾分别效力于浙江男篮、浙江女篮，外祖母亦是篮球员出身。另外，他的叔叔郑亮曾为中国国家男子排球队成员，外祖父王宏基曾为职业乒乓球运动员。

## 数据

### CBA常规赛
| 賽季    | 球隊   | GP | GS | MPG  | FG%  | 3P%  | FT%  | RPG | APG | SPG | BPG | PPG |
| ------- | ------ | -- | -- | ---- | ---- | ---- | ---- | --- | --- | --- | --- | --- |
| 2020-21 | 江苏龙 | 51 | 40 | 30.3 | 44.3 | 30.1 | 63.5 | 4.5 | 1.1 | 1   | 0.5 | 9.6 |
| 2021-22 | 江苏龙 | 35 | 8  | 17.0 | 46.2 | 43.5 | 50.0 | 2.4 | 0.8 | 0.9 | 0.3 | 3.9 |